# 小林辰興
小林 辰興（こばやし たつおき、1940年3月17日 - 2023年5月2日）は、日本の実業家。(株)栃木銀行相談役会長。前取締役会長。元頭取。公益社団法人栃木県経済同友会筆頭代表理事。

## 略歴
- 1962年法政大学経済学部卒、同年栃木相互銀行(現栃木銀行)入行[2]。
- 1989年取締役人事部長。
- 1992年同融資部長。
- 1994年同審査部長。
- 1995年常務本店営業部長。
- 1999年専務。
- 2003年取締役頭取。
- 2009年取締役会長[3]。
- 2012年、旭日小綬章受章[4]。
- 2014年相談役会長[5]。
- 2015年公益社団法人栃木県経済同友会筆頭代表理事[6][7]。
- 2023年5月2日午前、日光市の病院で死去[1]。